# Espeja de San Marcelino
Espeja de San Marcelino est une commune espagnole de la province de Soria en Castille-et-León.